# Мартиньш Ботс
Мартиньш Ботс (12 травня 1999 , Сігулда, Ризький район ) — латвійський саночник, бронзовий призер Олімпійських ігор, чемпіон Європи. 

## Олімпійські ігри
| Рік  | Місто        | Двомісні сани | Змішана естафета |
| ---- | ------------ | ------------- | ---------------- |
| 2022 | Пекін, Китай | 4             | 3                |